# جانی سینز
استیو ولف (انگلیسی: Steven Wolfe؛ زادهٔ ۳۱ دسامبر ۱۹۷۸) که با نام جانی سینز (انگلیسی: Johnny Sins) شناخته می‌شود، بازیگر پورنوگرافی، کارگردان و یوتیوبر آمریکایی است. سینز با سر کچل و بدن عضلانی‌اش معروف است. نام او چندین بار در میان محبوب‌ترین بازیگران پورنوگرافی مرد قرار گرفته‌است. او تقدیرهای زیادی را برای کار خود، همچون، نامزدی سه جایزه ای‌وی‌ان برای بهترین بازیگر مرد در سال، دریافت کرده‌است. سینز همچنین در بسیاری از میم‌های اینترنتی ظاهر شده‌است. وی کار خود را در این صنعت از سال ۲۰۰۶ و در سن بیست و هشت سالگی با بازی در فیلم جی مثل جینا (به انگلیسی: G for Ginna) آغاز کرد.

## زندگی‌نامه

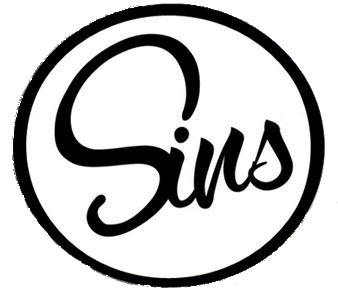
لوگو برند او که در محصولاتش مانند لباس و… استفاده می‌شود

او در یک خانواده معمولی بزرگ شده و دوران بچگی خوبی داشت. او دارای یک خواهر است. در ۱۹ سالگی شروع به ورزش کرد و به گفته خودش در نوجوانی خجالتی و لاغر و استخوانی بود. او ورزش را در خانه و با یک دستگاه ورزشی ۱۰۰ دلاری ارزان شروع کرد و بعد از ورود به کالج به‌طور جدی ورزش را با رفتن به باشگاه آغاز کرد.
وقتی از کالج فارغ‌التحصیل شد به دلیل هوای سرد پنسیلوانیا از آنجا مهاجرت کرد. پیشنهاد بازی در پورن را زمانی که در کالج بود از طرف دوست دختر سابقش دریافت کرد. دوست دختر سابقش نیز در این صنعت فعال بود. او هنگامی که در کالج بود علاقه ای به این کار نشان نداد.
او قبلاً در کار ساخت و ساز بود. ۶ روز در هفته و ۱۲ ساعت در روز کار می‌کرد. این کار برای او طاقت فرسا و سخت بوده. در این هنگام وارد شدن به پورن به ذهنش رسید. در نتیجه درخواست داد تا وارد صنعت پورن شود و از کار قبلی خود استعفا داد و به لس آنجلس مهاجرت کرد.
به گفته خودش از او درخواست شده بود اولین صحنه پورن را با هم جنس خود بازی کند اما او این درخواست را رد کرد. او تا یکسال به پدر و مادرش در مورد فعالیت شغلی جدید خود دروغ می‌گفت و مدعی بود که به کار قبلی خود مشغول است تا اینکه بالآخره به آنان واقعیت را می‌گوید؛ همچنین خواهرش در راضی کردن والدینشان کمک کرد.
از علایق اصلی او سفر کردن و ورزش کردن است. علاقه ندارد در یک مکان مشخص زندگی کند و عاشق زندگی موقت در مکان‌های مختلف است. او همچنین شرکت و برند خودش را دارد و کیسا سینز اول از او خواستگاری کرده و در تاریخ نامعلومی ازدواج کردند.
آنها در سال ۲۰۱۹ از هم جدا شدند، اما همچنان دوستان صمیمی هستند.

### ترک حرفه
او از اواسط سال ۲۰۱۹ اعلام کرد که بازی در پورن را متوقف کرده اما اظهار داشت که ممکن است در آینده بازگردد.

## زندگی شخصی
سینز درحال حاضر ساکن لاس وگاس است. او قبلا با کیسا سینز، بازیگر پورنوگرافی ازدواج کرده‌بود. آنها در سال ۲۰۱۹ از هم جدا شدند، اما همچنان دوستان صمیمی هستند.
در اکتبر ۲۰۱۷، تصویری از سینز در توییتر منتشر شد که مدعی بود او پس از تیراندازی در لاس وگاس گم شده‌است. این شایعه که در رابطه با تیراندازی لاس وگاس بود، در رسانه‌ها وایرال شد.

## جایزه‌ها
لیست زیر شامل عناوینی است که وی در کل دوران حرفه‌ای خود کاندید دریافت آن‌ها بوده‌است.

### ای‌وی‌ان
| سال  | جایزه        | عنوان                          | برای فیلم                   | نتیجه |
| ---- | ------------ | ------------------------------ | --------------------------- | ----- |
| ۲۰۱۵ | جایزه ای‌وی‌ان | بهترین بازیگر مرد سال          | -                           | نامزد |
| ۲۰۱۲ | جایزه ای‌وی‌ان | بیشترین صحنهٔ وحشیانه           | Introducing the Russo Twins | نامزد |
| ۲۰۱۱ | جایزه ای‌وی‌ان | بهترین صحنهٔ سکس دونفره         | Performers of the Year 2010 | نامزد |
| ۲۰۱۰ | جایزه ای‌وی‌ان | بهترین صحنهٔ سکس سه‌نفره         | Cum-Spoiled Sluts           | نامزد |
| ۲۰۰۹ | جایزه ای‌وی‌ان | بهترین صحنهٔ سکس گروهی          | Cheerleaders                | نامزد |
| ۲۰۰۹ | جایزه ای‌وی‌ان | بهترین صحنهٔ سکس سه‌نفره         | Cheerleaders                | نامزد |
| ۲۰۰۸ | جایزه ای‌وی‌ان | بهترین صحنهٔ سکس دونفره - ویدئو | Fuck Club                   | نامزد |

### اکس‌آرسی‌او
| سال  | جایزه           | عنوان | برای فیلم                 | نتیجه |
| ---- | --------------- | ----- | ------------------------- | ----- |
| ۲۰۰۹ | جایزه اکس‌آرسی‌او | -     | بهترین بازیگر مرد تازه‌کار | نامزد |

### اکس‌بی‌ای‌زد
| سال  | جایزه           | عنوان                 | برای فیلم         | نتیجه |
| ---- | --------------- | --------------------- | ----------------- | ----- |
| ۲۰۱۵ | جایزه اکس‌بی‌ای‌زد | بهترین تیزر تبلیغاتی  | Doctor's Orders   | نامزد |
| ۲۰۱۴ | جایزه اکس‌بی‌ای‌زد | بهترین ویژگی فیلم     | Bridesmaids       | نامزد |
| ۲۰۱۴ | جایزه اکس‌بی‌ای‌زد | بهترین بازیگر مرد سال | -                 | نامزد |
| ۲۰۱۶ | جایزه اکس‌بی‌ای‌زد | بهترین صحنه سکس       | Let’s Play Doctor | برنده |